# António Fogaça
António Fogaça (Barcelos, 11 de Maio de 1863 – Coimbra, 27 de Novembro de 1888) foi um poeta português.

## Biografia
António Fogaça nasceu a 11 de maio de 1863, na freguesia de Vila Frescainha (São Martinho) em Barcelos.
Em 1886 ingressou na Faculdade de Coimbra, a fim de cursar direito vindo a falecer  enquanto ainda cursava o terceiro ano.
O seus poemas foram publicados em jornais e revistas da época mas, em vida, apenas viu publicado um livro Versos da Mocidade (1887), onde mostra influências do Parnasianismo e do Simbolismo, no que respeita à originalidade metafórica e à sensibilidade plástica.
António Fogaça morreu com apenas 25 anos, a 27 de novembro de 1888, numa casa na zona da Couraça de Lisboa, em Coimbra.
Em sua homenagem, em Barcelos, receberam o seu nome uma Escola Básica Integrada e uma praça e um monumento na freguesia de Vila Frescainha (São Martinho).